# Óscar Pleitez
Óscar Enrique Pleitez Mira (El Salvador; 6 de febrero de 1993) es un futbolista salvadoreño. Juega de Portero y su equipo actual es la Asociación Deportiva Isidro Metapán de la Liga Pepsi.

## Clubes
Actualizado al último partido jugado el 27 de abril de 2025.
| Asociación Deportiva Isidro Metapán · El Salvador | 1.ª                 | 2013-14             | 1   | (0)   | - | - | - | -   | 1   | (0)   |
| Asociación Deportiva Isidro Metapán · El Salvador | 1.ª                 | 2014-15             | 2   | (3)   | - | - | 1 | (4) | 3   | (7)   |
| Asociación Deportiva Isidro Metapán · El Salvador | 1.ª                 | 2015-16             | 23  | (19)  | - | - | - | -   | 23  | (19)  |
| Asociación Deportiva Isidro Metapán · El Salvador | 1.ª                 | 2016-17             | 31  | (31)  | - | - | - | -   | 31  | (31)  |
| Asociación Deportiva Isidro Metapán · El Salvador | 1.ª                 | 2017-18             | 36  | (51)  | - | - | - | -   | 36  | (51)  |
| Asociación Deportiva Isidro Metapán · El Salvador | 1.ª                 | 2018-19             | 42  | (39)  | - | - | - | -   | 42  | (39)  |
| Asociación Deportiva Isidro Metapán · El Salvador | 1.ª                 | 2019-20             | 22  | (23)  | - | - | - | -   | 22  | (23)  |
| Asociación Deportiva Isidro Metapán · El Salvador | 1.ª                 | 2020-21             | 28  | (31)  | - | - | - | -   | 28  | (31)  |
| Asociación Deportiva Isidro Metapán · El Salvador | 1.ª                 | 2021-22             | 18  | (20)  | - | - | - | -   | 18  | (20)  |
| Asociación Deportiva Isidro Metapán · El Salvador | 1.ª                 | 2022-23             | 17  | (23)  | - | - | - | -   | 17  | (23)  |
| Asociación Deportiva Isidro Metapán · El Salvador | 1.ª                 | 2023-24             | 41  | (37)  | - | - | - | -   | 41  | (37)  |
| Asociación Deportiva Isidro Metapán · El Salvador | 1.ª                 | 2024-25             | 21  | (21)  | - | - | - | -   | 21  | (21)  |
| Asociación Deportiva Isidro Metapán · El Salvador | 1.ª                 | 2025-26             |     |       |   |   |   |     |     |       |
| Asociación Deportiva Isidro Metapán · El Salvador | Total               | Total               | 282 | (298) | 0 | 0 | 1 | (4) | 283 | (302) |
| Total en su carrera                               | Total en su carrera | Total en su carrera | 282 | (298) | 0 | 0 | 1 | (4) | 283 | (302) |
| (2) No incluye goles en partidos amistosos.       |                     |                     |     |       |   |   |   |     |     |       |

### Selección nacional
| Selección                                  | Año                 | Partidos | Goles |
| ------------------------------------------ | ------------------- | -------- | ----- |
| El Salvador                                |                     |          |       |
| 2024                                       | 1                   | (1)      |       |
| Total en su carrera                        | Total en su carrera | 1        | (1)   |
| Estadísticas hasta el 21 de marzo de 2024. |                     |          |       |

## Palmarés
| Club           | Competición | País        | Año      |
| -------------- | ----------- | ----------- | -------- |
| Isidro Metapán | Liga Pepsi  | El Salvador | Ap. 2013 |
| Isidro Metapán | Liga Pepsi  | El Salvador | Cl. 2014 |
| Isidro Metapán | Liga Pepsi  | El Salvador | Ap. 2014 |